# Halgera, Koppal
Halgera là một làng thuộc tehsil Koppal, huyện Koppal, bang Karnataka, Ấn Độ.